# Свої
Свої (рос. Свои) — російська кінодрама режисера Дмитра Месхієва. У головних ролях знялися Богдан Ступка, Сергій Гармаш, Костянтин Хабенський, Михайло Євланов. Презентовано на Московському кінофестивалі 22 червня 2004 року, в Україні вперше показано 18 жовтня 2004 року.

## Синопсис
У 1941 німці раптово захоплюють село Псковської області, серед полонених опинилися комісар Лівшиць і чекіст Анатолій. Їм вдалося втекти разом із місцевим снайпером Дмитром до його родичів. Батько Дмитра, Іван Блінов, до війни був засудженим «кулаком», але зміг повернутися в рідне село, в якому при німцях є старостою. Поліцмейстер Микола підозрює, що втікачі переховуються в Блінова, тому посадив у в'язницю його доньок. Блінов із сином, Лівшицем та Анатолієм вирішують вбити поліцмейстера.

## У головних ролях
- Комісар Лівшиць — Костянтин Хабенський;
- чекіст Анатолій — Сергій Гармаш;
- Дмитро Блінов — Михайло Євланов;
- Іван Блінов — Богдан Ступка;
- поліцмейстер Микола — Федір Бондарчук;
- Анна — Наталія Суркова
- Катерина — Ганна Михалкова

## Нагороди
- Московський міжнародний кінофестиваль, 2004
  - Найкращий фільм кінофестивалю
  - Найкраща режисерська робота
  - Найкраще виконання чоловічої ролі — Богдан Ступка;
  - Приз Журі Російської кінокритики;
  - Приз Федерації кіноклубів Росії;[2]
- Ніка, 2004
  - Найкращий художній фільм;
  - Найкращий сценарій;
  - Найкращий оператор;
- Золотий орел, 2004
  - Найкращий сценарій;
  - Найкраща операторська робота;
  - Найкраща чоловіча роль — Сергій Гармаш;[3]